# Souls of Mischief
I Souls of Mischief sono un gruppo musicale hip hop statunitense di Oakland, California, parte del collettivo Hieroglyphics. Fondato nel 1991, il gruppo è composto da A-Plus, Opio, Phesto e Tajai.

## Storia del gruppo
Tajai e A-Plus si conosco alle elementari grazie alla loro passione comune per l'hip hop. Nelle scuole medie Tajai incontra Phesto, successivamente, lo stesso Tajai introduce A-Plus e Phesto al rimanente membro dei Souls of Mischief, Opio, e il gruppo nasce alle superiori prima di firmare con la major Jive Records e registrare nel 1993 l'album di debutto, 93 'til Infinity, che diverrà un classico del genere. Nel gennaio del 1998 la rivista specializzata The Source lo indica come uno dei migliori 100 album rap.
Il gruppo è parte del collettivo hip hop Hieroglyphics e ha preso parte ai tre album della crew: 3rd Eye Vision, Full Circle e The Kitchen.
In seguito, i Souls of Mischief pubblicano anche gli album No Man's Land (1995), Focus (1998), Trilogy: Conflict, Climax, Resolution (2000), Montezuma's Revenge (2009) e There Is Only Now (2014), che non riescono a ottenere il medesimo successo dell'album d'esordio.

## Discografia

### Album
- 1993 - 93 'til Infinity
- 1995 - No Man's Land
- 1998 - Focus
- 2000 - Trilogy: Conflict, Climax, Resolution
- 2009 - Montezuma's Revenge
- 2014 - There Is Only Now

### Singoli
- 1993 - 93 'til Infinity
- 1993 - That's When Ya Lost
- 1994 - Get the Girl, Grab the Money and Run
- 1994 - Never No More
- 1995 - Rock It Like That
- 1995 - Fa Sho Fa Real
- 1999 - Shooting Stars
- 1999 - Step Off
- 2000 - Medication
- 2000 - Bad Business
- 2000 - Acupuncture
- 2000 - Soundscience
- 2009 - True Stories
- 2009 - Proper Aim